# Доктор історичних наук
Доктор історичних наук — науковий ступінь у деяких пост-радянських країнах. В Україні — вищий науковий ступінь, присуджується на підставі захисту докторської дисертації: надається історику-досліднику після захисту докторської дисертації, яка є закінченою науковою роботою, що розкриває історичну проблему і вводить у науковий обіг нові дефініції.
Докторський ступінь є достатнім, щоб у вищих навчальних закладах посісти місце професора. Докторський ступінь країн Сходу і Заходу кардинально відрізняється. Західному доктору наук еквівалентом є кандидат наук на пострадянському просторі. Через інтеграцію у Болонський процес сьогодні ведеться дискусія стосовно уніфікації цих ступенів згідно із західними стандартами.

## Галузі за якими присуджується науковий ступінь «Доктор історичних наук»
- 07.00.01 Історія України
- 07.00.02 Всесвітня історія
- 07.00.03 Історіософія
- 07.00.04 Археологія
- 07.00.05 Етнологія
- 07.00.06 Історіографія, джерелознавство та спеціальні історичні дисципліни
- 07.00.07 Історія науки й техніки
- 07.00.09 Антропологія

## Порядок присудження
Залежно від спеціалізації, з якої відбувається захист докторської дисертації, здобувачу наукового ступеня присуджується «доктор історичних наук».